# Nordamerikanska mästerskapet i volleyboll för herrar 2023
Nordamerikanska mästerskapet 2023 i volleyboll för herrar spelades 5 till 10 september 2023 i Charleston, USA. Det var den 28:e upplagan av turneringen och sju landslag från NORCECA:s medlemsförbund deltog. USA vann turneringen för tionde gången genom att besegra Kanada i finalen.. Klistan Lawrence var främsta poängvinnare medan Micah Christenson utsågs till mest värdefulla spelare.

## Arenor
|                                                                                         |  |  |
|                                                                                         |  |  |
| Charleston Coliseum & Convention Center Stad: Charleston Kapacitet: 11 519 Öppnad: 1958 |  |  |

## Regelverk

### Format
Tävlingen bestod av gruppspel följt av cupspel. 
- I gruppspelet delades de deltagande lagen in i två grupper om tre respektive fyra lag, där alla lag mötte alla andra lag i sin grupp en gång.
- Det första laget i varje grupp gick direkt till semifinal, medan tvåan och trean gick vidare till kvartsfinal.
- De lag som förlorade kvartsfinalerna möttes för att spela om femteplatsen. Förloraren i mötet mötte fyran i grupp B för spel om sjätteplatsen.

### Metod för att bestämma tabellplacering
Om slutresultatet blev 3-0 tilldelades 5 poäng till det vinnande laget och 0 till det förlorande laget, om slutresultatet blev 3-1 tilldelades 4 poäng till det vinnande laget och 1 till det förlorande laget och om slutresultatet blev 3-2 tilldelades 3 poäng till det vinnande laget och 2 till det förlorande laget.
Lagens position i respektive grupp bestämdes utifrån (i tur och ordning):
- Antal vunna matcher
- Poäng;
- Kvot vunna/förlorade set
- Kvot vunna/förlorade bollpoäng
- Inbördes möten.

## Deltagande lag
| Lag                     | Kvalificerat genom | Deltog senast |
| ----------------------- | ------------------ | ------------- |
| Kanada                  | NORCECA-ranking    | Mexiko 2021   |
| Kuba                    | NORCECA-ranking    | Mexiko 2021   |
| Mexiko                  | NORCECA-ranking    | Mexiko 2021   |
| Puerto Rico             | NORCECA-ranking    | Mexiko 2021   |
| Dominikanska republiken | NORCECA-ranking    | Mexiko 2021   |
| USA                     | Värdland           | Mexiko 2021   |
| Surinam                 | NORCECA-ranking    | Canada 2019   |

## Turneringen

### Första rundan
| Grupp A                 | Grupp B     |
| ----------------------- | ----------- |
| Kanada                  | Kuba        |
| Mexiko                  | Puerto Rico |
| Dominikanska republiken | USA         |
| -                       | Surinam     |

#### Grupp A

##### Resultat
| 5 september 2023 Charleston Coliseum & Convention Center, Charleston Speltid: 0:57 - Åskådare: 200 | Kanada                  | 3 - 0 | Dominikanska republiken | 25-11, 25-8, 25-12  |
| 6 september 2023 Charleston Coliseum & Convention Center, Charleston Speltid: 1:08 - Åskådare: 200 | Kanada                  | 3 - 0 | Mexiko                  | 25-18, 25-18, 25-20 |
| 7 september 2023 Charleston Coliseum & Convention Center, Charleston Speltid: 1:15 - Åskådare: 150 | Dominikanska republiken | 3 - 0 | Mexiko                  | 25-21, 25-21, 25-21 |

##### Sluttabell
| Pos. | Lag                     | Pt | M | V | P | VS | FS | Kvot  | VP  | FP  | Kvot  |
| ---- | ----------------------- | -- | - | - | - | -- | -- | ----- | --- | --- | ----- |
| 1    | Kanada                  | 10 | 3 | 2 | 0 | 6  | 0  | MAX   | 150 | 87  | 1,724 |
| 2    | Dominikanska republiken | 5  | 3 | 1 | 1 | 3  | 3  | 1,000 | 106 | 138 | 0,768 |
| 3    | Mexiko                  | 0  | 3 | 0 | 2 | 0  | 6  | 0,000 | 119 | 150 | 0,793 |

      Kvalificerat för semifinal
      Kvalificerade för kvartsfinal

#### Grupp B

##### Resultat
| 5 september 2023 Charleston Coliseum & Convention Center, Charleston Speltid: 1:06 - Åskådare: 231 | Kuba        | 3 - 0 | Puerto Rico | 25-21, 25-19, 25-15               |
| 5 september 2023 Charleston Coliseum & Convention Center, Charleston Speltid: 0:54 - Åskådare: 500 | USA         | 3 - 0 | Surinam     | 25-14, 25-9, 25-10                |
| 6 september 2023 Charleston Coliseum & Convention Center, Charleston Speltid: 1:04 - Åskådare: 117 | Surinam     | 0 - 3 | Kuba        | 11-25, 19-25, 23-25               |
| 6 september 2023 Charleston Coliseum & Convention Center, Charleston Speltid: 0:57 - Åskådare: 312 | Puerto Rico | 0 - 3 | USA         | 14-25, 18-25, 12-25               |
| 7 september 2023 Charleston Coliseum & Convention Center, Charleston Speltid: 1:08 - Åskådare: 117 | Surinam     | 0 - 3 | Puerto Rico | 22-25, 15-25, 21-25               |
| 7 september 2023 Charleston Coliseum & Convention Center, Charleston Speltid: 1:56 - Åskådare: 416 | USA         | 3 - 2 | Kuba        | 25-22, 25-17, 24-26, 22-25, 15-12 |

##### Sluttabell
| Pos. | Lag         | Pt | M | V | P | VS | FS | Kvot  | VP  | FP  | Kvot  |
| ---- | ----------- | -- | - | - | - | -- | -- | ----- | --- | --- | ----- |
| 1    | USA         | 13 | 3 | 3 | 0 | 9  | 2  | 4,500 | 261 | 179 | 1,458 |
| 2    | Kuba        | 12 | 3 | 2 | 1 | 8  | 3  | 2,666 | 252 | 219 | 1,150 |
| 3    | Puerto Rico | 5  | 3 | 1 | 2 | 3  | 6  | 0,500 | 174 | 208 | 0,836 |
| 4    | Surinam     | 3  | 3 | 0 | 3 | 0  | 9  | 0,000 | 144 | 225 | 0,640 |

      Kvalificerat för semifinal
      Kvalificerade för kvartsfinal
      Vidare till spel om sjätteplats

### Slutspel
|  | Kvartsfinaler | Kvartsfinaler           | Kvartsfinaler |  |  | Semifinaler | Semifinaler             | Semifinaler |     |   | Final               | Final                   | Final               |  |
|  |               |                         |               |  |  |             |                         |             |     |   |                     |                         |                     |  |
|  |               |                         |               |  |  | 1A          | Kanada                  | 3           |     |   |                     |                         |                     |  |
|  | 2B            | Kuba                    | 3             |  |  | 2B          | Kuba                    | 2           |     |   |                     |                         |                     |  |
|  | 3A            | Mexiko                  | 0             |  |  |             |                         |             |     |   | 1A                  | Kanada                  | 0                   |  |
|  |               |                         |               |  |  |             |                         | 1B          | USA | 3 |                     |                         |                     |  |
|  |               |                         |               |  |  | 1B          | USA                     | 3           |     |   |                     |                         |                     |  |
|  | 2A            | Dominikanska republiken | 3             |  |  | 2A          | Dominikanska republiken | 0           |     |   |                     |                         |                     |  |
|  | 3B            | Puerto Rico             | 0             |  |  |             |                         |             |     |   | Match om tredjepris | Match om tredjepris     | Match om tredjepris |  |
|  |               |                         |               |  |  |             |                         |             |     |   |                     |                         |                     |  |
|  |               |                         |               |  |  |             |                         |             |     |   | 2B                  | Kuba                    | 3                   |  |
|  |               |                         |               |  |  |             |                         |             |     |   | 2A                  | Dominikanska republiken | 0                   |  |

#### Kvartsfinaler
| 8 september 2023 Charleston Coliseum & Convention Center, Charleston Speltid: 1:12 - Åskådare: 219 | Kuba                    | 3 - 0 | Mexiko      | 25-20, 25-15, 25-23 |
| 8 september 2023 Charleston Coliseum & Convention Center, Charleston Speltid: 1:25 - Åskådare: 325 | Dominikanska republiken | 3 - 0 | Puerto Rico | 25-19, 25-21, 32-30 |

#### Semifinaler
| 9 september 2023 Charleston Coliseum & Convention Center, Charleston Speltid: 1:07 - Åskådare: 842 | USA    | 3 - 0 | Dominikanska republiken | 25-22, 25-12, 25-14               |
| 9 september 2023 Charleston Coliseum & Convention Center, Charleston Speltid: 2:02 - Åskådare: 578 | Kanada | 3 - 2 | Kuba                    | 18-25, 25-21, 25-17, 24-26, 15-13 |

#### Match om tredjepris
| 10 september 2023 Charleston Coliseum & Convention Center, Charleston Speltid: 0:56 - Åskådare: 807 | Kuba | 3 - 0 | Dominikanska republiken | 25-15, 25-14, 25-16 |

#### Final
| 10 september 2023 Charleston Coliseum & Convention Center, Charleston Speltid: 1:16 - Åskådare: 1 127 | Kanada | 0 - 3 | USA | 20-25, 14-25, 22-25 |

### Spel om plats 5-7

#### Match om femteplats
| 9 september 2023 Charleston Coliseum & Convention Center, Charleston Speltid: 1:42 - Åskådare: 521 | Mexiko | 3 - 1 | Puerto Rico | 25-22, 27-29, 25-20, 25-20 |

#### Spel om sjätteplats
| 10 september 2023 Charleston Coliseum & Convention Center, Charleston Speltid: 1:31 - Åskådare: 272 | Puerto Rico | 3 - 1 | Surinam | 25-11, 21-25, 25-19, 25-14 |

## Slutplaceringar
| Pos | Lag                     |
| --- | ----------------------- |
|     | USA                     |
|     | Kanada                  |
|     | Kuba                    |
| 4.  | Dominikanska republiken |
| 5.  | Mexiko                  |
| 6.  | Puerto Rico             |
| 7.  | Surinam                 |

## Individuella utmärkelser
| Utmärkelse              | Namn               | Lag         |
| ----------------------- | ------------------ | ----------- |
| Mest värdefulla spelare | Micah Christenson  | USA         |
| Bästa poängvinnare      | Klistan Lawrence   | Puerto Rico |
| Bästa servare           | Miguel Ángel López | Kuba        |
| Bästa försvarare        | Hiram Bravo        | Mexiko      |
| Bästa mottagare         | Erik Shoji         | USA         |
| Bästa passare           | Luke Herr          | Kanada      |
| Bästa högerspiker       | Arthur Szwarc      | Kanada      |
| Bästa vänsterspiker     | Klistan Lawrence   | Puerto Rico |
| Bästa vänsterspiker     | Stephen Maar       | Kanada      |
| Bästa center            | Antonio Elías      | Puerto Rico |
| Bästa center            | Danny Demyanenko   | Kanada      |
| Bästa libero            | Hiram Bravo        | Mexiko      |